# Borest
Borest is een dorp in Frankrijk.
Er staat komend vanaf Senlis een menhir langs de weg, die tot monument historique is verklaard.

## Kaart
De onderstaande kaart toont de ligging van Borest met de belangrijkste infrastructuur en aangrenzende gemeenten.
Het dorp ligt in het centrum van het gebied dat tot de gemeente behoort. Ten zuiden ligt er bos, ten noorden open terrein.

## Demografie
Onderstaande figuur toont het verloop van het inwonertal, bron: INSEE-tellingen. 

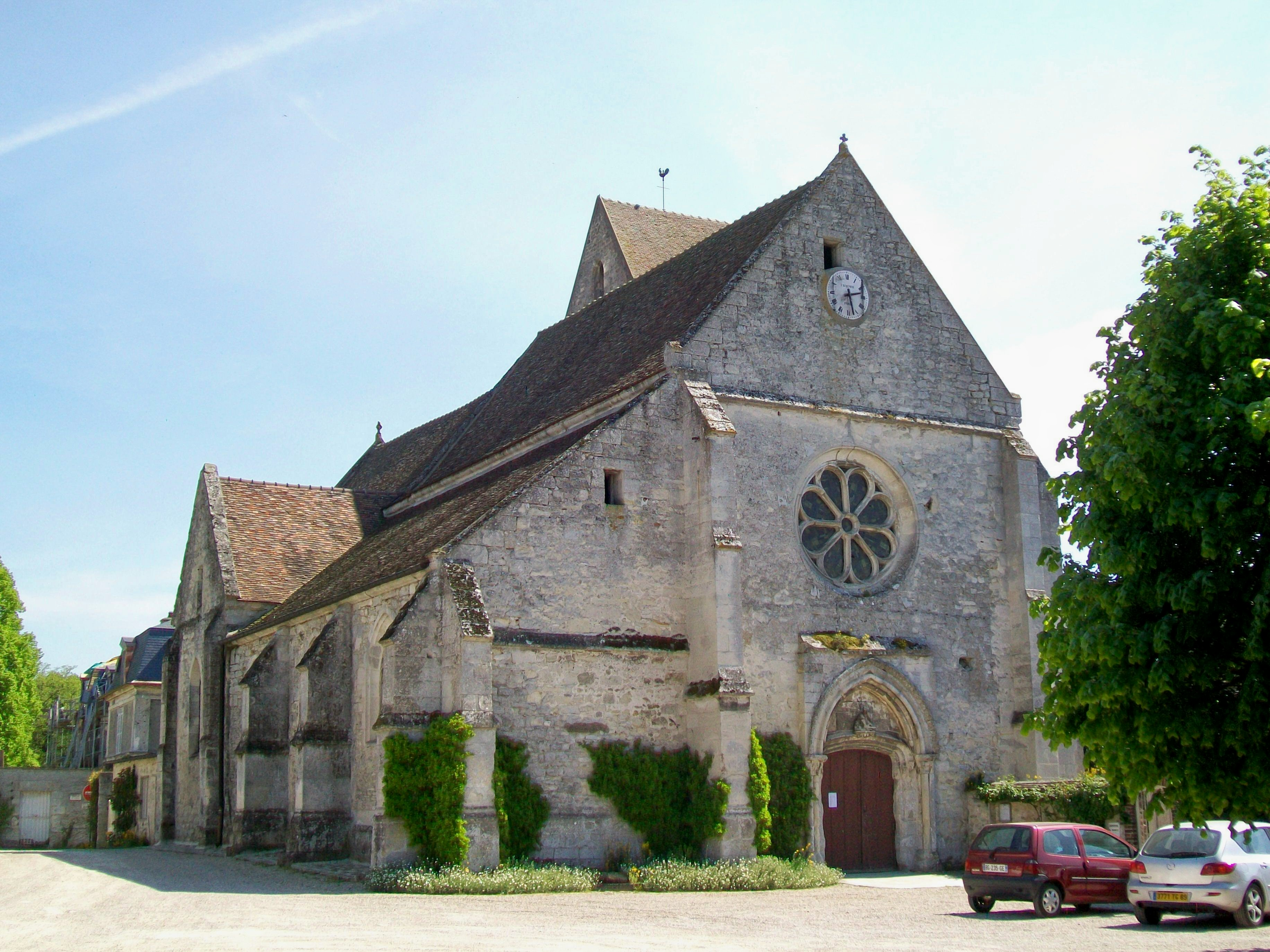
Kerk van Borest

## Websites
- (fr)  Statistische informatie op de website van INSEE